# Partido da Coligação Nacional
O Partido da Coligação Nacional, ou simplesmente Coligação Nacional (em finlandês: Kansallinen Kokoomus; em sueco: Samlingspartiet), fundado em 1918 é um partido político majoritariamente liberal clássico da Finlândia.
O Coligação Nacional descreve-se como um partido universal de centro-direita, onde as questões unificadoras são liberdade, civilização, igualdade de oportunidades e a defesa da democracia e de uma sociedade aberta. O partido vê o fortalecimento da cooperação internacional e a pertença à comunidade ocidental de valores e suas instituições de política econômica, social, ambiental e de segurança como algo que fortalece a segurança da Finlândia. Entre os partidários do Coligação Nacional, a ênfase é colocada no individualismo.
A legenda foi fundada a 9 de dezembro de 1918 na antiga casa de estudantes em Helsínquia por membros do Partido Jovem Finlandês e do Partido Finlandês que apoiavam a monarquia e a causa do conde Frederico Carlos de Hesse como Rei da Finlândia. Desde a década de 1970, o Coligação Nacional tem sido um dos principais partidos da Finlândia.

## Ideologia
A ideia do partido é uma combinação de valores que enfatizam a orientação humana e a liberdade individual, o respeito pelas tradições e a responsabilidade pelos necessitados e pelo meio ambiente. O equilíbrio entre as tendências tem variado ao longo do tempo e à luz das grandes questões da época. As tendências internas do Coligação Nacional podem ser descritas pelos conceitos de centrismo, conservadorismo liberal e conservadorismo verde. 
De acordo com sua plataforma adotada em 2006, a política do Coligação Nacional é baseada na "liberdade, responsabilidade, democracia, igualdade de oportunidades, educação, apoio, tolerância e cuidado". O partido é descrito pela literatura como liberal e conservador. Também já foi descrito como "o herdeiro tanto das tendências liberais quanto conservadoras do pensamento de centro-direita" que está se tornando cada vez mais liberal em comparação com sua postura oficial de conservadorismo.
Especificamente, contém elementos de liberalismo cultural e econômico. Por exemplo, apoia o multiculturalismo, a imigração baseada no trabalho e os direitos LGBT+. Embora anteriormente considerado crítico do modelo de bem-estar nórdico e tendo feito campanha por um liberalismo econômico rígido, na década de 1970 passou a apoiar medidas como o aumento da previdência social, justificado pelo aumento da liberdade individual. Nas relações internacionais, defende o multilateralismo. É pró-europeísmo e apoia a continuação da integração europeia e relações estreitas com a UE. Da mesma forma, defende publicamente a adesão da Finlândia à OTAN.

## Resultados eleitorais

### Eleições legislativas
| Data | Líder                | Cl. | Votos   | %              | +/-                  | Deputados | +/- | Status               |
| ---- | -------------------- | --- | ------- | -------------- | -------------------- | --------- | --- | -------------------- |
| 1919 | Hugo Suolahti        | 3.º | 151 018 | 15,70 / 100,00 |                      | 28 / 200  |     | Oposição (1919–1920) |
| 1919 | Hugo Suolahti        | 3.º | 151 018 | 15,70 / 100,00 | Governo (1920–1921)  | 28 / 200  |     |                      |
| 1919 | Hugo Suolahti        | 3.º | 151 018 | 15,70 / 100,00 | Oposição (1921–1922) | 28 / 200  |     |                      |
| 1922 | Antti Tulenheimo     | 3.º | 157 116 | 18,15 / 100,00 | 2,45                 | 35 / 200  | 7   | Oposição             |
| 1924 | Antti Tulenheimo     | 3.º | 166 880 | 18,99 / 100,00 | 0,84                 | 38 / 200  | 3   | Governo (1924–1926)  |
| 1924 | Antti Tulenheimo     | 3.º | 166 880 | 18,99 / 100,00 | 0,84                 | 38 / 200  | 3   | Oposição (1926–1927) |
| 1927 | Kyösti Haataja       | 3.º | 161 450 | 17,74 / 100,00 | 1,25                 | 34 / 200  | 4   | Oposição             |
| 1929 | Kyösti Haataja       | 3.º | 138 008 | 14,51 / 100,00 | 3,23                 | 28 / 200  | 6   | Oposição             |
| 1930 | Paavo Virkkunen      | 3.º | 203 958 | 18,05 / 100,00 | 3,54                 | 42 / 200  | 14  | Governo (1930–1932)  |
| 1930 | Paavo Virkkunen      | 3.º | 203 958 | 18,05 / 100,00 | 3,54                 | 42 / 200  | 14  | Oposição (1932–1933) |
| 1933 | Paavo Virkkunen      | 3.º | 187 527 | 16,93 / 100,00 | 1,12                 | 32 / 200  | 10  | Oposição             |
| 1936 | Juho Kusti Paasikivi | 4.º | 121 619 | 10,36 / 100,00 | 6,57                 | 20 / 200  | 12  | Oposição             |
| 1939 | Pekka Pennanen       | 3.º | 176 215 | 13,58 / 100,00 | 3,22                 | 25 / 200  | 5   | Governo (1939–1944)  |
| 1939 | Pekka Pennanen       | 3.º | 176 215 | 13,58 / 100,00 | 3,22                 | 25 / 200  | 5   | Oposição (1944–1945) |
| 1945 | Edwin Linkomies      | 4.º | 255 394 | 15,04 / 100,00 | 1,46                 | 28 / 200  | 3   | Governo              |
| 1948 | Arvo Salminen        | 4.º | 320 366 | 17,04 / 100,00 | 2,00                 | 33 / 200  | 5   | Oposição             |
| 1951 | Arvo Salminen        | 4.º | 264 044 | 14,57 / 100,00 | 2,43                 | 28 / 200  | 5   | Oposição             |
| 1954 | Arvo Salminen        | 4.º | 257 025 | 12,80 / 100,00 | 1,77                 | 24 / 200  | 4   | Oposição             |
| 1958 | Jussi Saukkonen      | 4.º | 297 094 | 15,28 / 100,00 | 2,48                 | 29 / 200  | 5   | Governo (1958–1959)  |
| 1958 | Jussi Saukkonen      | 4.º | 297 094 | 15,28 / 100,00 | 2,48                 | 29 / 200  | 5   | Oposição (1959–1962) |
| 1962 | Jussi Saukkonen      | 4.º | 346 638 | 15,06 / 100,00 | 0,22                 | 32 / 200  | 3   | Governo              |
| 1966 | Juha Rihtniemi       | 4.º | 326 928 | 13,79 / 100,00 | 1,27                 | 26 / 200  | 6   | Oposição             |
| 1970 | Juha Rihtniemi       | 2.º | 457 582 | 18,05 / 100,00 | 4,26                 | 37 / 200  | 11  | Oposição             |
| 1972 | Harri Holkeri        | 2.º | 453 434 | 17,59 / 100,00 | 0,46                 | 34 / 200  | 3   | Oposição             |
| 1975 | Harri Holkeri        | 3.º | 505 145 | 18,37 / 100,00 | 0,78                 | 35 / 200  | 1   | Oposição             |
| 1979 | Harri Holkeri        | 2.º | 626 764 | 21,65 / 100,00 | 3,28                 | 47 / 200  | 12  | Oposição             |
| 1983 | Ilkka Suominen       | 2.º | 659 708 | 22,12 / 100,00 | 0,47                 | 44 / 200  | 3   | Oposição             |
| 1987 | Ilkka Suominen       | 2.º | 666 236 | 23,13 / 100,00 | 1,01                 | 53 / 200  | 9   | Governo              |
| 1991 | Ilkka Suominen       | 3.º | 526 487 | 19,31 / 100,00 | 3,82                 | 40 / 200  | 13  | Governo              |
| 1995 | Sauli Niinistö       | 3.º | 497 624 | 17,89 / 100,00 | 1,42                 | 39 / 200  | 1   | Governo              |
| 1999 | Sauli Niinistö       | 3.º | 563 835 | 21,03 / 100,00 | 3,14                 | 46 / 200  | 7   | Governo              |
| 2003 | Ville Itälä          | 3.º | 517 904 | 18,55 / 100,00 | 2,48                 | 40 / 200  | 6   | Oposição             |
| 2007 | Jyrki Katainen       | 2.º | 618 841 | 22,26 / 100,00 | 3,71                 | 50 / 200  | 10  | Governo              |
| 2011 | Jyrki Katainen       | 1.º | 599 369 | 20,44 / 100,00 | 1,82                 | 44 / 200  | 6   | Governo              |
| 2015 | Alexander Stubb      | 2.º | 540 212 | 18,20 / 100,00 | 2,24                 | 37 / 200  | 7   | Governo              |
| 2019 | Petteri Orpo         | 3.º | 523 957 | 17,00 / 100,00 | 1,20                 | 38 / 200  | 1   | Oposição             |
| 2023 | Petteri Orpo         | 1.º | 643 877 | 20,82 / 100,00 | 3,8                  | 48 / 200  | 10  | Governo              |

### Eleições presidenciais

#### Eleições indiretas
| Data | Candidato apoiado     | Voto popular     | Voto popular     | Voto popular     | Voto popular     | Colégio eleitoral | Colégio eleitoral | Colégio eleitoral | Colégio eleitoral | Colégio eleitoral | Colégio eleitoral | Status     |
| Data | Candidato apoiado     | Cl.              | Votos            | Eleitores        | %                | Cl.               | 1.ª Volta         | Cl.               | 2.ª Volta         | Cl.               | 3.ª Volta         | Status     |
| ---- | --------------------- | ---------------- | ---------------- | ---------------- | ---------------- | ----------------- | ----------------- | ----------------- | ----------------- | ----------------- | ----------------- | ---------- |
| 1925 | Hugo Suolahti         | 2.º              | 141 240          | 68               | 22,71 / 100,00   | 3.º               | 68 / 300          | 3.º               | 80 / 300          |                   |                   | Não Eleito |
| 1931 | Pehr Evind Svinhufvud | 2.º              | 180 378          | 64               | 21,56 / 100,00   | 2.º               | 88 / 300          | 2.º               | 98 / 300          | 1.º               | 151 / 300         | Eleito     |
| 1937 | Pehr Evind Svinhufvud | 2.º              | 330 980          | 86               | 29,75 / 100,00   | 2.º               | 94 / 300          | 2.º               | 104 / 300         |                   |                   | Não Eleito |
| 1940 | Pehr Evind Svinhufvud | Sem voto popular | Sem voto popular | Sem voto popular | Sem voto popular | 3.º               | 1 / 300           |                   |                   |                   |                   | Não Eleito |
| 1943 | Väinö Kotilainen      | Sem voto popular | Sem voto popular | Sem voto popular | Sem voto popular | 2.º               | 4 / 300           |                   |                   |                   |                   | Não Eleito |
| 1946 | Juho Kusti Paasikivi  | Sem voto popular | Sem voto popular | Sem voto popular | Sem voto popular | 1.º               | 159 / 300         |                   |                   |                   |                   | Eleito     |
| 1950 | Juho Kusti Paasikivi  | 1.º              | 360 789          | 68               | 22,88 / 100,00   | 1.º               | 171 / 300         |                   |                   |                   |                   | Eleito     |
| 1956 | Juho Kusti Paasikivi  | 1.º              | 340 311          | 54               | 17,94 / 100,00   | Não participou    | Não participou    | 3.º               | 84 / 300          |                   |                   | Não Eleito |
| 1962 |                       | 4.º              | 288 912          | 37               | 13,12 / 100,00   |                   |                   |                   |                   |                   |                   | Não Eleito |
| 1968 | Matti Virkkunen       | 1.º              | 432 014          | 58               | 21,19 / 100,00   | 2.º               | 66 / 300          |                   |                   |                   |                   | Não Eleito |
| 1978 | Urho Kekkonen         | 4.º              | 360 310          | 45               | 14,72 / 100,00   | 1.º               | 69 / 300          |                   |                   |                   |                   | Eleito     |
| 1982 | Harri Holkeri         | 2.º              | 593 271          | 58               | 18,67 / 100,00   | 2.º               | 58 / 300          | 2.º               | 58 / 300          |                   |                   | Não Eleito |
| 1988 | Harri Holkeri         | 3.º              | 570 340          | 63               | 18,43 / 100,00   | 3.º               | 63 / 301          | 4.º               | 18 / 301          |                   |                   | Não Eleito |

#### Eleições diretas

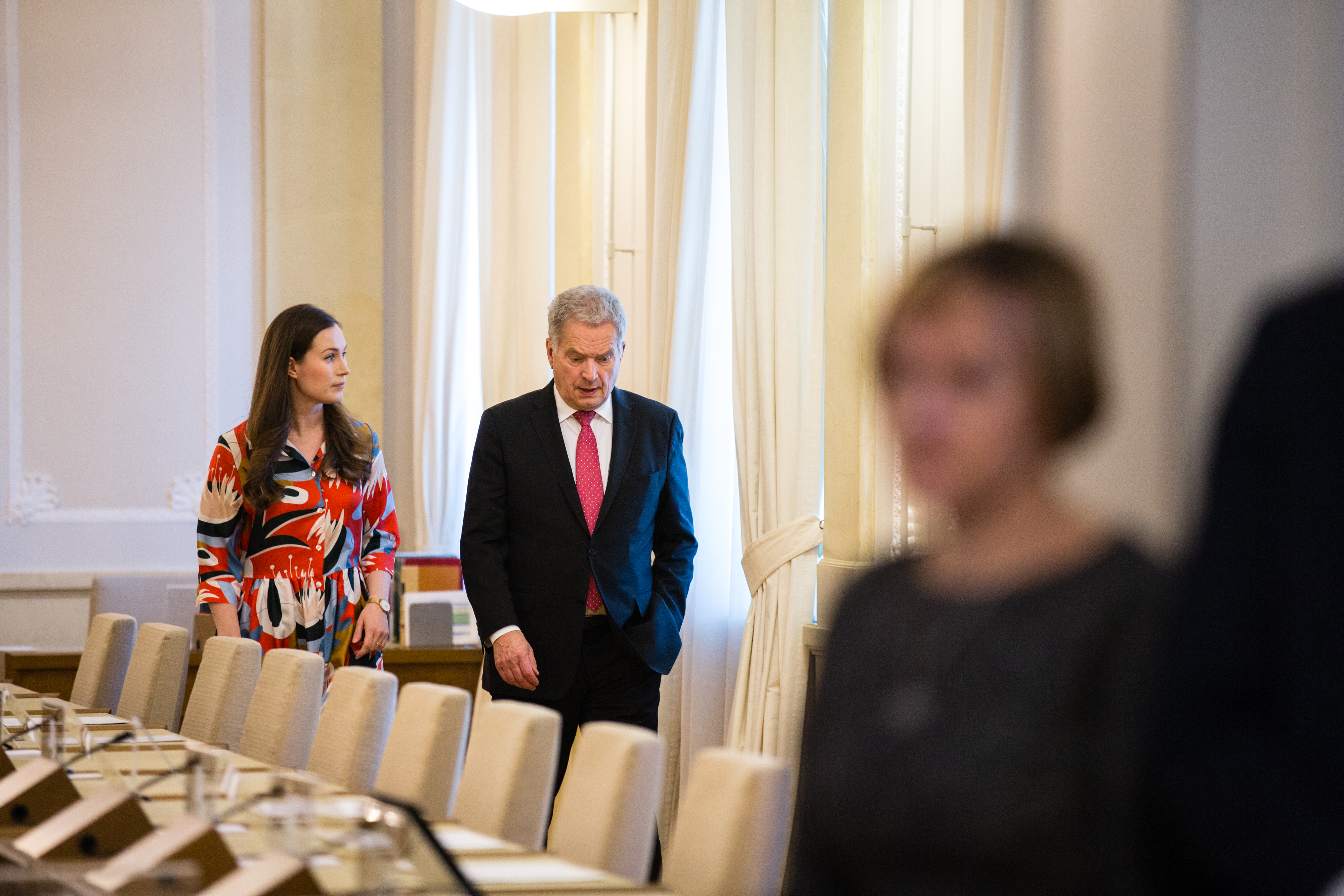
Sauli Niinistö, 12.º e atual presidente da Finlândia, com Sanna Marin, atual primeira-ministra da Finlândia.

| Data | Candidato apoiado | 1.ª Volta | 1.ª Volta | 1.ª Volta      | 2.ª Volta | 2.ª Volta | 2.ª Volta      |
| Data | Candidato apoiado | Cl.       | Votos     | %              | Cl.       | Votos     | %              |
| ---- | ----------------- | --------- | --------- | -------------- | --------- | --------- | -------------- |
| 1988 | Harri Holkeri     | 3.º       | 570 340   | 18,43 / 100,00 |           |           |                |
| 1994 | Raimo Ilaskivi    | 4.º       | 485 035   | 15,18 / 100,00 |           |           |                |
| 2000 | Riitta Uosukainen | 3.º       | 392 305   | 12,83 / 100,00 |           |           |                |
| 2006 | Sauli Niinistö    | 2.º       | 725 866   | 24,06 / 100,00 | 2.º       | 1 517 947 | 48,21 / 100,00 |
| 2012 | Sauli Niinistö    | 1.º       | 1 131 254 | 36,96 / 100,00 | 1.º       | 1 802 328 | 62,59 / 100,00 |
| 2018 | Sauli Niinistö    | 1.º       | 1 875 342 | 62,65 / 100,00 |           |           |                |

### Eleições europeias
| Data | Cabeça de lista            | Cl. | Votos   | %              | +/-  | Deputados | +/-     |
| ---- | -------------------------- | --- | ------- | -------------- | ---- | --------- | ------- |
| 1996 | Marjo Matikainen-Kallström | 3.º | 453 729 | 20,17 / 100,00 |      | 4 / 16    |         |
| 1999 | Marjo Matikainen-Kallström | 1.º | 313 960 | 25,27 / 100,00 | 5,10 | 4 / 16    | Estável |
| 2004 | Alexander Stubb            | 1.º | 393 084 | 23,71 / 100,00 | 1,56 | 4 / 14    | Estável |
| 2009 | Ville Itälä                | 1.º | 386 416 | 23,21 / 100,00 | 0,50 | 3 / 13    | 1       |
| 2014 | Alexander Stubb            | 1.º | 390 376 | 22,59 / 100,00 | 0,62 | 3 / 13    | Estável |
| 2019 | Paula Aikio-Tallgren       | 1.º | 380 106 | 20,78 / 100,00 | 1,78 | 3 / 13    | Estável |